# Kongress der Vereinigten Staaten

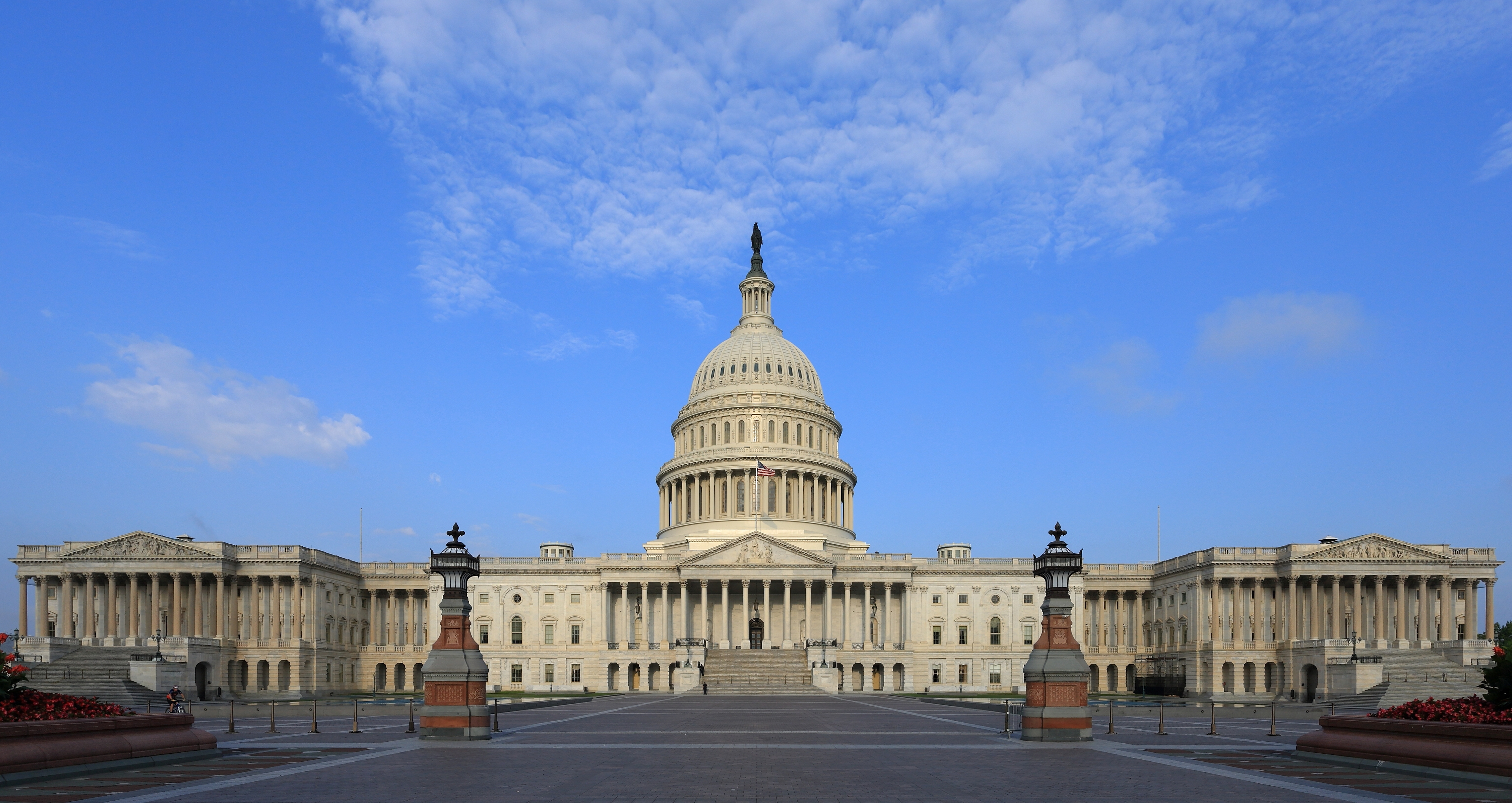
Ostseite des Kapitols (2013)

Der Kongress der Vereinigten Staaten (englisch United States Congress) ist die Legislative der Vereinigten Staaten von Amerika. Sein Sitz ist das Kapitol in Washington, D.C. Er besteht seit dem Inkrafttreten der US-Verfassung am 4. März 1789 aus den zwei Kammern Senat und Repräsentantenhaus. Am 3. Januar 2025 hat sich der 119. Kongress konstituiert.
In den Senat entsendet jeder Bundesstaat unabhängig von seiner Bevölkerungszahl zwei Senatoren. Diese 100 Personen werden seit 1913 jeweils für sechs Jahre von den Wahlberechtigten ihres Bundesstaates direkt gewählt. Bis 1913 wurden sie von den Parlamenten der einzelnen Bundesstaaten nach Washington entsandt. Alle zwei Jahre steht jeweils ein Drittel der Senatoren zur Wahl.
Das Repräsentantenhaus besteht aus 435 direkt gewählten und stimmberechtigten Abgeordneten. Hinzu kommen sechs Delegierte aus dem District of Columbia, Puerto Rico, Amerikanisch-Samoa, Guam, den Nördlichen Marianen und den Amerikanischen Jungferninseln; diese sind allerdings nur in Ausschüssen stimmberechtigt. Die Anzahl der Repräsentanten, die ein Bundesstaat entsendet, wird durch dessen Bevölkerungszahl bestimmt. Alle zehn Jahre findet eine Volkszählung statt, nach der die Zahl der Abgeordnetensitze der einzelnen Bundesstaaten neu festgelegt wird. Heute kommt auf ca. 700.000 Einwohner ein Repräsentant; jeder Bundesstaat stellt mindestens einen Repräsentanten. Die Legislaturperiode beträgt einheitlich zwei Jahre.
Wahlen zum Kongress finden stets am Dienstag nach dem ersten Montag im November (Election Day) eines jeden geraden Jahres statt. Alle vier Jahre finden sie somit am gleichen Tag wie die Präsidentschaftswahl statt. Wahlen ohne die Wahl des Präsidenten bezeichnet man als Midterm elections. In vielen Bundesstaaten werden zeitgleich noch Gouverneure, Minister, die jeweiligen Bundesstaatsparlamente und kommunale Amtsträger gewählt sowie Volksabstimmungen abgehalten. Die Konstituierung des neuen Kongresses erfolgt stets am 3. Januar nach der Wahl.
Der Präsident der Vereinigten Staaten und seine Minister haben nicht das Recht, an Sitzungen des Kongresses teilzunehmen und das Wort zu ergreifen; daher ist für sie kein Sitzplatz vorgesehen.
Die wichtigsten Aufgaben des Kongresses sind
- die Gesetzgebung auf Bundesebene,
- das Budgetrecht (power of the purse)[8] und
- die Kontrolle der Exekutive, einschließlich des Präsidenten und der Geheimdienste (government oversight).

Die beiden Kammern tagen grundsätzlich getrennt. Bis auf wenige Ausnahmen müssen Beschlüsse von beiden Kammern übereinstimmend gefasst werden, wobei dem Präsidenten ein Veto zusteht, das mit hohen Hürden überstimmt werden kann.  Zu zeremoniellen Anlässen, wie der jährlichen Rede des Präsidenten zur Lage der Nation (State of the Union Address), der offiziellen Zählung der Wahlmännerstimmen und Reden ausgewählter Staatsgäste, treten die Kammern zu einer gemeinsamen Sitzung (joint session) zusammen.

## Geschichte
Vorläufer des heutigen Kongresses war der Kontinentalkongress, der aus den Delegierten der 13 Kolonien Nordamerikas bestand. Da der Kontinentalkongress zwischen 1774 und 1789 tagte, ging seine Gründung unmittelbar dem Unabhängigkeitskrieg voraus. Seit dem Inkrafttreten der US-Verfassung am 4. März 1789 besteht der Kongress aus den zwei Kammern Senat und Repräsentantenhaus.
War anfangs New York City Hauptstadt, so diente vom 6. Dezember 1790 bis zum 14. Mai 1800 die Congress Hall in Philadelphia als Sitz des Kongresses, dessen erster Präsident Henry Laurent wurde.
Am 11. Juni 1800 wurde Washington ständige Hauptstadt der Vereinigten Staaten. Am 17. November 1800 trat der Kongress zum ersten Mal in der neuen Hauptstadt zusammen. Mit dem District of Columbia Organic Act von 1801 kam der District of Columbia unter die direkte Verwaltung des Bundeskongresses. Seither ist das Kapitol der Vereinigten Staaten (englisch United States Capitol) Sitz des Kongresses.
Das ab 1793 erbaute Gebäude wurde im Zuge des Britisch-Amerikanischen Krieges am 24. August 1814 durch britische Truppen in Brand gesteckt, aber bis 1823 wieder hergestellt. Das von 1851 bis 1863 umfassend erweiterte Gebäude besteht seither aus einer Rotunde mit einer Kuppel, an die die beiden Parlamentsflügel anschließen. Mehrere Erweiterungsbauten wurden im 20. Jahrhundert errichtet. Am 2. Dezember 2008 eröffnete zudem das neue United States Capitol Visitor Center.
Das Kapitol ist 229 Meter lang, bis zu 107 Meter breit und an seiner höchsten Stelle 88 Meter hoch. Das Kapitol war nach dem Weißen Haus das erste größere Bauwerk in Washington, D.C., um das die Stadt herum entstand. Direkt um das Kapitol liegt der Kapitolkomplex, zu dem unter anderem die Library of Congress und die Gebäude des Supreme Courts gehören.
Im 19. Jahrhundert herrschten zu regional unterschiedlich bewerteten Themen im Repräsentantenhaus häufig andere Mehrheiten als im Senat. Aufgrund der größeren Bevölkerungszahl in den Nordstaaten waren diese im Repräsentantenhaus den Südstaaten zahlenmäßig überlegen. Im Senat mit seiner gleichmäßigen Vertretung der Bundesstaaten gab es hingegen keine vergleichbare Dominanz des Nordens. Wiederholte Konflikte zwischen den beiden Häusern ergaben sich so z. B. beim Thema Sklaverei. Die Meinungsverschiedenheiten dauerten bis zur Eskalation im Bürgerkrieg (1861–1865) an. In der Amtszeit des Republikaners Thomas Brackett Reed als Sprecher des Repräsentantenhauses wurden die Machtbefugnisse des Speakers deutlich erhöht. Eine wichtige Rolle spielt in der politischen Praxis auch, dass seit dem 17. Zusatzartikel zur Verfassung von 1913 nicht nur die Mitglieder des Repräsentantenhauses direkt gewählt werden, sondern auch die Senatoren. In den 1970er Jahren wurden im Rahmen von Reformen die Befugnisse von Unterausschüssen gestärkt, während Ausschussvorsitzende ihre Macht verloren und nun von Parteiführern ernannt werden konnten.
Beim Sturm auf das Kapitol am Nachmittag des 6. Januar 2021 kam es zur gewaltsamen Erstürmung des Kongressgebäudes durch Anhänger des abgewählten US-Präsidenten Donald Trump. Ihr Ziel war, die formale Bestätigung des Ergebnisses der Präsidentschaftswahl von 2020 zu verhindern.

## Gesetzgebung
In den Kongress eingebrachte Gesetzesvorlagen werden zuerst durch die Ausschüsse und dann das Plenum des Senats oder des Repräsentantenhauses beraten und abgestimmt und danach der jeweils anderen Kammer zugeleitet. Sollten die Beschlüsse voneinander abweichen, kann eine Anpassung im Conference Committee, einer Art Vermittlungsausschuss, stattfinden. Dieser Ausschuss ist kein ständiges Gremium, sondern wird für strittige Gesetzesvorlagen jedes Mal neu berufen. Der Präsident muss Gesetze unterschreiben, damit sie in Kraft treten können. Unterschreibt der Präsident nicht oder legt er ausdrücklich sein Veto ein, so kann der Kongress ihn mit einer Zweidrittelmehrheit in beiden Kammern überstimmen.
Der Präsident, der sehr weitreichende Befugnisse hat, kann insbesondere über die Gesetzgebung kontrolliert und in seiner Macht beschränkt werden. Die War Powers Resolution ist dafür ein aufschlussreiches Beispiel, da nach der Verfassung der Präsident zwar Oberbefehlshaber der Streitkräfte ist, aber nur der Kongress den Krieg erklären darf.

### Zuständigkeiten
Die Machtbefugnisse des Kongresses sind im Artikel 1 (insbesondere Artikel 1, Abschnitt 8) der Verfassung festgelegt. Diese Zuständigkeiten wurden erweitert, als die Verfassungszusätze infolge des Amerikanischen Bürgerkriegs (13., 14. und 15. Verfassungszusatz, die den Kongress direkt damit beauftragen, die jeweiligen in den Zusätzen enthaltenen Vorgaben umzusetzen) und der 16. Verfassungszusatz, der die Bundeseinkommensteuer regelt, in Kraft traten.
Andere Abschnitte der Verfassung – insbesondere Artikel 1, Abschnitt 9, und die ersten zehn Verfassungszusätze (allgemein als Bill of Rights bekannt) – beschneiden die Macht des Kongresses.
Die allgemeinen Zuständigkeiten des Kongresses beinhalten:
- Alle Gesetze, die zum Umsetzen der Verfassung nötig und angebracht sind
- Aufruf der Miliz zur Unterstützung der Gesetze, Unterdrückung von Rechtlosigkeit und Verteidigung gegen Invasionen
- Ausgabe und Valuierung des US-Dollar[18]
- Einwanderungs- und Einbürgerungsgesetze
- Festlegung der Gerichtsbarkeit unterhalb des Supreme Courts
- Gesetze für den Regierungssitz
- Gesetze zu Maßen und Gewichten
- Gesetze zur Regulierung des Handels zwischen den Bundesstaaten und anderen Ländern
- Gründung von Postämtern und Bauen von Poststraßen
- Konkursgesetze
- Kriegserklärungen
- Patent- und Urheberrechtsgesetze
- Regulierungen im Zusammenhang mit den Indianern
- Kreditaufnahme
- Steuererhebung und -einziehung
- Strafrecht für Piraten
- Unterhalt einer Armee und Marine

Einige dieser Zuständigkeiten sind inzwischen veraltet, bleiben aber in Kraft.

### Beschränkungen
Der zehnte Verfassungszusatz beschränkt die Machtbefugnisse des Kongresses, indem er klarstellt, dass Rechtsbereiche, die nicht an die Bundesregierung delegiert wurden, beim Volk und den Bundesstaaten bleiben.
Außerdem verbietet die Verfassung bestimmte Gesetze. Dazu gehören:
- Die Aufhebung des Habeas Corpus
- Die Verurteilung von Einzelpersonen ohne Gerichtsprozess
- Gesetze, die Taten, die vor dem Inkrafttreten eines Gesetzes begangen wurden, im Nachhinein strafbar machen
- Erhebung von direkten Steuern ohne Rücksicht auf die Volkszählung. Aufgehoben durch den 16. Verfassungszusatz
- Erhebung von Steuern und Abgaben auf Exportwaren der Bundesstaaten[19]
- Bevorzugung von Handelshäfen eines Bundesstaates gegenüber anderen
- Verleihung von Adelstiteln

## Haushaltsrecht
Durch die Verfassung ist dem Kongress explizit die Vergabe der Haushaltsmittel vorbehalten, wodurch er letztendlich politische Schwerpunkte setzen kann. Der Budget and Impoundment Control Act von 1974 hat die bis dahin übliche Praxis des Umgehens des Haushaltsrechts durch Nichtausgabe freigegebener Mittel beendet.
Haushalts- und Steuergesetze können, wie in allen Ländern britischer Parlamentstradition, nur im Unterhaus eingebracht werden.

## Kontrolle der Exekutive
Die Kontrolle der Exekutive ist die wohl zeitaufwendigste Aufgabe des Kongresses. Einerseits kann der Kongress durch Gesetze, wie z. B. der War Powers Resolution oder den Budget and Impoundment Control Act dieser Aufgabe gerecht werden, andererseits auch durch Ausschüsse, die Politiker der Exekutive befragen dürfen. Dabei ist es möglich, dass sich jeder Ausschuss in einen Untersuchungsausschuss wandeln kann. Die Einsetzung spezieller Untersuchungsausschüsse ist ebenso möglich. Untersuchungsausschüssen stehen ähnliche Möglichkeiten wie Gerichten zur Verfügung: Sie dürfen Zeugen vorladen und verhören, die Herausgabe von Dokumenten durch Behörden verlangen und bei Aussageverweigerungen Strafen wegen Missachtung des Kongresses verhängen. Auf den Präsidenten und dessen Mitarbeiterstab im Executive Office hat der Kongress auf Grund des executive privilege keinen Zugriff.
Um die Kontrolle optimal zu gewährleisten, hat sich der Kongress parallel zur Exekutive einen eigenen Verwaltungsapparat aufgebaut, der wissenschaftliche Dienste und Untersuchungsbehörden umfasst. Dazu gehört u. a. das Government Accountability Office, das den Haushalt und die Einhaltung dessen überwacht.
Der Kongress hat auch exklusive Gerichtsbarkeit im Amtsenthebungsverfahren (impeachment) von Amtsträgern des Bundes (Präsident, Minister, Richter etc.). Dabei erhebt das Repräsentantenhaus Anklage und der Senat tritt als "Gericht" zusammen.
Im weiteren Sinne kann wohl auch das Zustimmungserfordernis des Senates zur Ernennung hoher Beamter und Richter durch den Präsidenten zu den Kontrollrechten gezählt werden.

## Zusammensetzung

### Wiederwahlrate, Mandatsdauer und Polarisierung
Beide Kammern des Kongresses waren lange von Stabilität durch langjährige Mandate geprägt. Die Wiederwahlrate von Mandatsinhabern ist hoch, insbesondere im Repräsentantenhaus mit meist über 90 Prozent, weshalb von congressional stagnation gesprochen wird und viele Wahlen in Kongresswahlbezirken ohne tatsächlichen Wettbewerb ablaufen. Jedoch schieden 29 Senatoren zwischen 2008 und 2010 aus, die zusammengenommen 557 Jahre Senatserfahrung hatten. 2019 werden höchstens 45 Mitglieder des Senats diesem bereits vor 2011 angehört haben, im Repräsentantenhaus werden es höchstens 160 sein (etwa ein Drittel). Zugleich wuchs die Polarisierung zwischen den beiden großen Parteien nach einer Phase relativ großer Moderation Mitte des 20. Jahrhunderts seit den 1980er Jahren deutlich an und erreichte in den 2010er Jahren einen historisch hohen – von manchen allerdings mit der Situation der Wende zum 20. Jahrhundert verglichenen – Stand, was die überparteiliche Zusammenarbeit in beiden Kammern zunehmend erschwerte. Die Ausnahmesituation Mitte des 20. Jahrhunderts erklären manche Experten mit der großen ideologischen Bandbreite innerhalb der beiden großen Parteien, die in den Südstaaten andere Werte vertraten als ihre Parteikollegen im Rest des Landes (siehe Solid South).

### Minderheiten
Ben Nighthorse Campbell (Colorado, Senator 1993 bis 2005, Cheyenne) und Tom Cole (Oklahoma, derzeit das einzige indigene Kongressmitglied, Chickasaw) waren die einzigen indigenen amerikanischen Bürger, die bis 2008 in den Kongress gewählt worden waren. 2008 trat die Journalistin Mary Kim Titla für den 1. Kongresswahlbezirk im Bundesstaat Arizona als erste indigene amerikanische Frau an.
Shirley Chisholm aus New York war 1969 die erste afroamerikanische Frau, die in den Kongress gewählt wurde, erst 1989 gelang dies der ersten Lateinamerikanerin Ileana Ros-Lehtinen aus Kuba in Florida.